# Урай (Кировская область)
Урай — деревня в Унинском районе Кировской области.

## География
Располагается на расстоянии примерно 5 км по прямой на северо-восток от райцентра поселка Уни.

## История
Основана в 1811 года как починок Красношурский Максимом Юмшановым из деревни Гожни. В 1873 году здесь ()починок Ураевцы или Красношурский) было учтено дворов 20 и жителей 126, в 1905 36 и 156, в 1950 31 и 92, в 1989 проживало 32 человека. До 2021 года входила в состав Унинского городского поселения до его упразднения.

## Население
Постоянное население  составляло 22 человека (русские 86%) в 2002 году, 6 в 2010.